# 鄭信 (弘治進士)
鄭信（1469年—？），字德孚，山東兗州府東平州人，軍籍，明朝政治人物。

## 生平
弘治五年（1492年）壬子科山東鄉試第十六名舉人。弘治十五年（1502年）中式壬戌科會試第二百八十七名，二甲第七十名進士。历官黄州府知府，嘉靖二年（1523年）二月升河東都转运盐使司运使。

## 家族
曾祖鄭三舍；祖父鄭貴；父鄭觀，布政司副理問。母袁氏。慈侍下。